# Ozola hollowayi
Ozola hollowayi är en fjärilsart som beskrevs av Malcolm J. Scoble och Sommere 1988. Ozola hollowayi ingår i släktet Ozola och familjen mätare. Inga underarter finns listade i Catalogue of Life.